# Solomon Volkov
Solomon Mojsejevič Volkov (* 17. dubna 1944 Chudžand, Tádžikistán) je rusko-americký kulturolog, spisovatel, publicista a muzikolog, odborník na historii a vývoj ruské kultury. 

## Život

### Studium a soukromý život
Rodiče S. Volkova byli velmi vzdělaní lidé a oba pocházeli z Lotyšska. Matka byla učitelkou a otec byl členem židovské sociálně demokratické politické strany Bund (Бунд).
Roku 1950 Volkov začal navštěvovat Hudební školu Emīlsa Dārziņša. Jeho nejoblíbenějším hudebním skladatelem a inspirací byl Johan Sebastian Bach. Volkov uvádí, že právě Bach byl tou osobou, díky které se plně otevřel hudbě.
Roku 1958 se Volkov rozhodl přestěhovat do Leningradu, kde začal navštěvovat tzv. desetiletku (střední školu a přípravku na konzervatoř)
Po ukončení této školy byl Volkov přijat na Konzervatoř N. A. Rimského-Korsakova v Leningradě. Jeho studijním oborem byla hra na housle. Jeho spolužáky byli například Vladimír Spivakov či Mariss Jansons, dnes velmi významní hudební umělci.
Po nástupu na doktorandské studium se rozhodl rozšířit své znalosti v oblasti historie houslového umění a po dokončení doktorátu působil na konzervatoři jako pedagog.
Se svou ženou Mariannou se Volkov seznámil na Leningradské konzervatoři, kde Marianna studovala hru na klavír. Roku 1976 společně emigrovali do Spojených států amerických do města New York. Marianna s Volkovem spolupracovala na mnohých projektech, z nichž nejznámější je kniha Rozhovory s Josifem Brodským. Manželé na Manhattanu.

### Umělecká činnost
Svůj první článek napsal 15letý Volkov do deníku Hlas Rigy (Riga balls) k 75. výročí narození ruského skladatele Borise Vladimiroviče Astafjeva, který byl roku 1948 zvolen jako předseda Svazu skladatelů SSSR, jehož členem se později stal i Solomon Volkov.
Velký zlom ve Volkovově kariéře nastal roku 1960, kdy 16letý Volkov napsal svou první recenzi na premiéru hudební „autobiografie“ Osmého kvartetu Dmitrije Šostakoviče s názvem „Paměti obětí fašismu a války“, která se konala 2. října 1960 v Leningradě a vzbudila mezi hudebníky a posluchači obrovský ohlas. Recenze vyšla v literárně-uměleckém mládežnickém časopisu Smena (Смена).
Poté se Volkov začal věnovat studiu hudby Šostakovičových žáků a velkou pozornost u něj vzbudilo dílo s názvem Rotšildovy housle (Скрипка Ротшильда). Autorem byl mladý Venjamin Flejšman, který však operu nestihl dokončit, protože se během druhé světové války připojil k domobraně a velmi brzy byl zastřelen.
Volkov však považoval operu za velmi povedenou a rozhodli se společně se Šostakovičem operu zrealizovat. V Moskvě 20. června roku 1960 při svazu skladatelů SSSR se uskutečnila premiéra koncertního provedení opery. Roku 1968, se podařilo díky spolupráci Volkovových kolegů z konzervatoře, zrealizovat divadelní inscenaci představení, které proběhlo v Leningradě. Díky opeře vzniklo nové operní divadlo pod názvem Experimentální studio komorní opery a Volkov se stal jeho uměleckým vedoucím. Úspěch, kterým se mohla opera pyšnit, brzy ustoupil do pozadí. Opera byla napadena několika kritiky, kteří obvinili Volkova se Šostakovičem z tzv. sionismu. Opera už nemohla být znova uvedena.
V té době začal Volkov pracovat na své první knize Mladí skladatelé Leningradu (Молодые композиторы Ленинграда), ke které napsal předmluvu právě Šostakovič. Kniha vyšla roku 1971 a měla obrovský úspěch. Byla okamžitě vyprodána a pět let sloužila jako učebnice nejnovějších dějin sovětské hudby. V roce 1972 se Volkov stal členem Svazu skladatelů SSSR, a také redaktorem hudebního časopisu Sovětskaja muzyka(Советская музыка), který od roku 1992 nese název Muzykalnaja akademija (Музыкальная академия).
Po následné emigraci společně se svou ženou do Spojených států amerických se stal výzkumným pracovníkem v Ruském institutu na Columbijské universitě v New Yorku, kde působí dodnes.(2019)

### Udělování Ceny Liberty
Volkov se roku 1999 stal hlavním iniciátorem založení ceny Liberty, která je udělována každý rok v USA. Volkov společně se dvěma významnými osobnostmi ruské kultury, umělcem Gríšou Bruskinem a spisovatelem Alexandrem Genisem udělují cenu umělcům za jejich propagaci ruské kultury na Západě a za rozvoj kulturních vztahů mezi Ruskem a USA. 
Laureáti jsou však v mnoha případech zároveň dobrými přáteli porotců a z toho důvodu byla cena několikrát napadena, že porotci nejsou ve svém hodnocení zcela objektivní. Například vydavatelka a laureátka Irina Prochorovová vydala již dvě knihy Gríši Bruskina a básník Lev Rubinštejn je dlouholetým přítelem všech tří hodnotitelů.

### Současnost (rok 2019)
Solomon Volkov je členem redakční rady rusko-amerického časopisu Čajka (Чайка). Dále je redaktorem několika amerických periodik jako New York Times, New Republic, Musical Amerika, Musical Quartetly, ve kterých publikuje odborné články, kritiky, či nejrůznější studie. Jako člen Mezinárodní společnosti pro hudební vědu, vystupuje na muzikologických kongresech a konferencích s referáty týkajícími se především problematiky ruské a sovětské hudby.

## Knihy Dialogů

### Svědectví. Paměti Dmitrije Šostakoviče(Свидетельство)
Kniha Paměti Dmitrije Šostakoviče pojednává o životě jednoho z nejvýznamnějších sovětských skladatelů a pianistů Dmitriji Dmitrijeviči Šostakovičovi, který byl představitelem hudební moderny 20. století. Na knize oba umělci začali pracovat roku 1971 a dokončili ji o 3 roky později. Podmět k napsání knihy dal S. Volkovovi sám skladatel Šostakovič. Jeho hlavním cílem bylo vyjádřit vlastní postoj k událostem, které se v minulosti odehrály a kterých byl sám součástí.
Kniha obsahuje úvod a devět kapitol, popisujících jednotlivé etapy Šostakovičova života. Šostakovič ve své knize kriticky hovoří o umělcích, jako byli například Sergej Prokofiev nebo Igor Stravinskij. Nebojí se upřímně říct vše o situaci v Sovětském svazu za dob stalinismu a sarkasticky se vyjadřuje o samotném diktátorovi. Především z tohoto důvodu bylo jasné, že kniha nemůže být v Sovětském svazu vydána. Volkov se proto rozhodl poslat rukopis knihy na Západ, musel však písemně Šostakovičovi slíbit, že knihu vydá až po jeho smrti, protože skladatel už neměl dost síly na to, aby musel čelit dalším životním zkouškám a potýkat se s další kritikou.
Po smrti skladatele Volkov brzy zažádal o výjezdní povolení a když se roku 1976 dostal do New Yorku, byl odhodlán knihu vydat. V New Yorku se rukopisu ujala Anna Harrisová společně s Erwinem Glikesem z nakladatelství Harper and Row, které následně knihu v roce 1979 vydalo pod anglickým názvem Testimony: The Memoirs by Dmitri Shostakovich.

#### Konfrontace
Rok po vydání Volkovovy knihy vystoupila americká muzikoložka Laurel E.Fay, autorka vlastní knihy o Dmitriji Šostakovičovi, s teorií, že Volkovova kniha je podvrh a označila ji za falzifikát.
Důvodem podezření bylo to, že neexistovaly žádné nahrávky z rozhovorů mezi Volkovem a Šostakovičem, jediným důkazem byly autorovy vlastní poznámky.  Kvůli tomu, byla část společnosti přesvědčena, že Volkov umělcovu výpověď pozměnil nebo, že si dokonce některé části zcela vymyslel.
Vypukla ničivá kampaň, která Solomona Volkova obvinila z urážky na cti jednoho z největších „vlastenců a komunistů“. Do této kampaně byla zapojena také Šostakovičova rodina a někteří skladatelé či vědci.
K situaci se vyjádřily Šostakovičovy děti, Galina a Maxim, kteří v roce 2006 v předmluvě další Volkovové knihy Šostakovič a Stalin: umělec a car napsaly:
“My, děti Šostakoviče, jehož život probíhal přímo před našima očima, chceme vyjádřit hlubokou vděčnost S. Volkovovi za jeho znamenitou práci, odhalenou pravdu, která bez pochyby pomůže vám i další generaci pochopit a prozkoumat osud našeho nezapomenutelného otce a díky tomu také hlouběji pochopit význam jeho hudby"
Nicméně pochybnosti přetrvávají a neustále vycházejí nová fakta, zpochybňující pravost Šostakovičových memoárů.

### Dialogy s Josifem Brodským
Kniha, Dialogy s Josifem Brodským, pojednává o životě rusko – amerického laureáta Nobelovy ceny za literaturu, Josifu Brodském.
Kniha je rozdělena do 12 kapitol, ve kterých Brodský popisuje nejdramatičtější události svého života. Rozhovory jsou velmi všestranné, Volkov zasahuje do všech odvětví Brodského života. Je to koláž osobních zážitků s polemikou nad ruskou literaturou 20. století a nad literaturou zahraniční. V knize jsou také čtyři kapitoly, které jsou věnovány především Anně Achmatovové, Marině Cvětajevové a Robertu Frostovi.
Více než polovina zapsaných rozhovorů byla zveřejněna již za básníkova života. V první řadě v ruských exilových vydáních na západě a později také v Moskvě, kde se začaly v mnoha periodikách objevovat kapitoly knihy, přičemž kapitola o životě Brodského v New Yorku a kapitola o Vztahu s Annou Achmatovovou vyšly jako samostatné svazky.
Kniha byla po 15 letech vzájemné spolupráce dokončena roku 1998 a vyšla jak v anglickém, tak ruském jazyce v New Yorku a Moskvě. Dílo bylo společností přijato velmi pozitivně a dnes je vnímáno jako zásadní zdroj informací pro studium básníkova života a jeho tvorby.Podle mnoha kritiků a literárních vědců kniha pomáhá pochopit Brodského styl psaní a smysl jeho básní. Snaží se odkrýt umělcovu složitou osobnost. Nezbytnou součástí je fotopříloha, ve které se kromě jiných, objevují fotografie manželky Solomona Volkova, Marianny Volkovové.

### Další knihy
- (2004) – Vášeň k Čajkovskému. Rozhovory s George Balanchinem (Страсти по Чайковскому. Разговоры с Джорджем Баланчиным)
- (2007) – Dialogy s Vladimírem Spivakovem (Диалоги с Владимиром Спиваковым)

## Knihy věnované ruské kultuře
Solomon Volkov se ve svých knihách věnovaných ruské kultuře zabývá především dopadem politických procesů na kulturní dění země. Podle Volkova není možné považovat politiku a kulturu za zcela samostatné sféry společnosti, je přesvědčen, že jsou navzájem propleteny.
- (2004) – Šostakovič a Stalin: Umělec a car (Шостакович и Сталин: Художник и царь)
- (2007) – Historie kultury Petrohradu: Od založení po současnost (История культуры Санкт-Петербурга: С основания до наших дней)
- (2008) – Historie ruské kultury 20. století: Od Lva Tolstého po Alexandra Solženicyna (История Русской Культуры ХХ века: От Льва Толстого по Александра Солженицына)
- (2018) – Nová historie Velkého divadla: kultura a politika (Новая история Большого театра: культура и политика)
- (2019) – Moskva: Historie kultury v příbězích a dialozích (Москва / Modern Moscow: История культуры в рассказах и диалогах)

## Dokumentární film: Solomon Volkov: Rozhovory s Jevgenijem Jevtušenkem
Rozhovory s Jevgenijem Jevtušenkem (Соломон Волков. Диалоги с Евгением Евтушенко). je autobiografickýdokumentární film založený na rozhovoru Solomona Volkova s ruským básníkem Jevgenijem Jevtušenkem.
Film byl natočen roku 2013 pod režií ruské novinářky а reportérky televizní stanice První kanál (Первый канал) Anny Nelson. Film je rozdělen na tři části, z nichž každá pojednává o rozdílných etapách Jevtušenkova života. První dvě části pojednávají o básníkově osobním životě, počátcích jeho tvorby а politické angažovanosti. Třetí část dokumentárního filmu je považována za hlavní příčinu vzniku celého projektu. Poslední epizoda je věnována vztahu Jevgenija Jevtušenka k Josifu Brodskému.
Spor Jevtušenka s Brodským byl, podle slov Volkova, hlavním dramatem celého Jevtušenkova života. Jádro celého konfliktu je založeno na jedné události, která započala v roce 1972, kdy byl Josif Brodský na žádost Výboru státní bezpečnosti (KGB) nucen během několika dnů opustit SSSR. Brodský byl přesvědčen o tom, že jedním z iniciátorů, kteří bojovali za jeho vyhoštění ze země, byl Jevtušenko. Předcházela tomu událost, kdy Jevtušenko po návratu ze Spojených států amerických převážel mnoho zakázané literatury a byl předvolán podat vysvětlení. Brodský byl přesvědčen, že Jevtušenkova návštěva u KGB byla spjata s jeho osobou, a že rozhovor vedl s Jevtušenkem sám Jurij Andropov, který byl v té době nejvyšším představitelem KGB. Spor mezi dvěma největšími ruskými básníky své doby trval opravdu mnoho let. Podle Volkovova názoru největším přáním Jevtušenka bylo ještě naposledy prostřednictvím jeho osoby „promluvit si“ s Josifem Brodským. Dle něj se chtěl Jevtušenko obhájit sám před sebou, a hlavně před tím samým člověkem, se kterým hovořil i Brodský, a právě kvůli tomu Jevtušenko pro svou zpověď zvolil Volkova.
Celý dokument trvá 3 hodiny. Ve zbylých 47 hodinách, které nebyly do dokumentu zakomponovány, se Jevtušenko věnoval recitaci básní, ne však svých, nýbrž svých kolegů a lidí, jejichž tvorbu obdivoval.

## Zajímavosti
- Do češtiny byly přeloženy pouze dvě Volkovovy knihy: Svědectví. Paměti Dmitrije Šostakoviče a Rozhovory s Josifem Brodským.
- Český překlad knihy Svědectví. Paměti Dmitrije Šostakoviče (přel. Hana Linhartová a skladatel Vladimír Sommer), byl pořízen z německé verze knihy, jelikož ruský originál, který doposud nevyšel, nemá k dispozici ani sám autor.[16]
- Na základě knihy Svědectví. Paměti Dmitrije Šostakoviče, britský režisér Tony Palmer natočil roku 1988 film s názvem Testimony, ve kterém hlavní roli Šostakoviče ztvárnil herec Ben Kingsley.[5]
- Do roku 2017 vycházely všechny Volkovovy knihy nejprve v USA a až později v Rusku. První knihou, která vyšla dříve v Rusku, než ve Spojených státech amerických se stala kniha Dialogy s Vladimirem Spivakovem(Диалоги с Владимиром Спиваковым).[17]
- Volkov za svou tvorbu obdržel několik ocenění světového významu. Za knihu Svědectví. Paměti Dmitrije Šostakoviče obdržel cenu Dmisa Tejlora a za knihu Rozhovory s Josifem Brodským, mu byla udělena cena petrohradského časopisu Hvězda (Звезда).[5]